# Emil Klaus
Emil Klaus (* 3. September 1907 in Bischoffingen; † 16. November 1994 ebenda) war ein deutscher Landwirt und Winzer.

## Werdegang
Klaus wurde 1938 Mitglied des Aufsichtsrates der Bischoffinger Winzergenossenschaft. Zwei Jahre später wurde er deren Vorsitzender und von 1942 bis 1952 war er Geschäftsführer. 1950 war er Mitbegründer des Deutschen Weinbauverbandes und 1952 Mitbegründer der Zentralkellerei Badischer Winzergenossenschaften (ZBW) in Breisach und bis 1972 deren Geschäftsführer.
Von 1947 bis 1952 war er für die CDU Abgeordneter im Badischen Landtag. Von 1965 bis 1977 war er Präsident des Badischen Weinbauverbandes und von 1952 bis 1980 Vizepräsident im Deutschen Weinbauverband.

## Ehrungen
- 1967: Verdienstkreuz 1. Klasse der Bundesrepublik Deutschland
- 1973: Großes Verdienstkreuz der Bundesrepublik Deutschland
- Goldene Heinrich von Thünen-Medaille
- Ehrenpräsident des Badischen Weinbauverbandes
- 1978: Verdienstmedaille des Landes Baden-Württemberg
- 1981: Ehrenmitglied der Gesellschaft für Geschichte des Weines